# Ми-28
Ми-28Н «Ночной охотник» (по кодификации НАТО: Havoc — «Опустошитель») — советский и российский ударный вертолёт производства ПАО «Роствертол», входящего в холдинг «Вертолёты России», предназначенный для поиска и уничтожения в условиях активного огневого противодействия танков и другой бронированной техники, а также малоскоростных воздушных целей и живой силы противника.

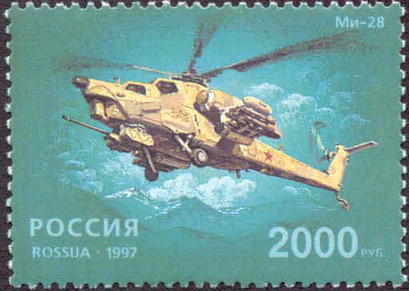
Марка России, 1997 г. Ми-28

Ми-28 способен совершать фигуры высшего пилотажа: петлю Нестерова, переворот Иммельмана, бочку, полёт боком, полёт назад, вбок со скоростью до 100 км/ч, разворот с угловой скоростью до 117 градусов/с, максимальная угловая скорость крена более 100 град/с.

## История
Разработка вертолёта велась на Московском вертолётном заводе им. М. Л. Миля с 1978 года в условиях творческого соревнования с ОКБ Камова — согласно Постановлению ЦК КПСС и Совета министров СССР от 16 декабря 1976 года, предусматривавшего создание на конкурсной основе нового поколения боевых вертолётов Ми-28 и В-80, в дальнейшем Ка-50. Ми-28 изначально задумывался и разрабатывался как двухместный боевой вертолёт. Создатели этой машины — генеральный конструктор ОКБ МВЗ Марк Вайнберг, конструкторы Андрей Ермаков, Владимир Стекольников, Михаил Короткевич, Евгений Яблонский и другие. Первые полёты опытный образец вертолёта Ми-28 совершил 10 ноября и 19 декабря 1982 года (лётчик-испытатель Г. Р. Карапетян, штурман-испытатель В. В. Цыганков). Первый образец Ми-28 предназначался преимущественно для снятия лётно-технических характеристик и не нёс системы вооружения. Её установили на втором лётном экземпляре, сборку которого опытное производство МВЗ завершило в сентябре 1983 года. В его конструкции были учтены все замечания макетной комиссии ВВС. Постройку третьего лётного экземпляра Ми-28, в конструкции которого были учтены все замечания заказчика и изменения, вносившиеся в опытно-экспериментальные образцы по мере их доводки, опытное производство МВЗ им. М. Л. Миля начало в 1985 году. Модернизированный вертолёт получил в 1987 году наименование Ми-28А. Испытания модернизированного Ми-28А начались в январе 1988 года. Они прошли благополучно, и в следующем году вертолёт впервые был продемонстрирован на авиасалоне Ле-Бурже в Париже и на выставке в Ред-Хилл под Лондоном, где пользовался большим интересом у посетителей. В том же году первый опытно-экспериментальный вертолёт Ми-28 был впервые официально представлен и у себя на родине во время авиационного праздника в Тушине. В январе 1991 года к программе испытаний присоединился второй Ми-28А, собранный опытным производством МВЗ. В сентябре 1993 года в ходе общевойсковых учений под Гороховцом вертолёты блестяще продемонстрировали свои лётные и боевые качества.
В апреле 1986 года на Гороховецком полигоне прошли совместные полёты Ми-28А и Ка-50 по программе государственных совместных испытаний (ГСИ). Требование — обнаружить на поле боя 25 целей. Экипаж Ми-28А на малой высоте обнаружил все 25 целей, не будучи обнаруженным. Лётчик Ка-50 на значительно больших высотах смог обнаружить только две цели.
Разработку Ми-28Н возглавили заместители главного конструктора В. А. Стекольников (позднее — главный конструктор МВЗ) и В. Г. Щербина. Выкатка из сборочного цеха первого опытного экземпляра Ми-28Н состоялась 16 августа 1996 года, а уже в октябре вертолёт впервые поднялся в воздух.
Государственные совместные испытания опытного боевого вертолёта Ми-28Н были начаты в мае 2005 года. Программой ГСИ было предусмотрено проведение большого объёма наземных работ и испытательных полётов, что обеспечивало возможность всесторонней оценки боевых свойств вертолёта. С целью решения оперативных вопросов, возникающих в ходе ГСИ и требующих быстрого и компетентного решения, государственную комиссию по проведению ГСИ опытного боевого вертолёта Ми-28Н возглавил непосредственно главнокомандующий ВВС.
В конце декабря 2005 года на предприятии был проведён подъём первого серийного вертолёта нового поколения Ми-28Н.
Первый этап ГСИ Ми-28Н завершён в 2007 году.
В соответствии с решением ГК ВВС, ГСИ вертолёта Ми-28Н были проведены в два этапа. В рамках первого этапа было выдано предварительное заключение о возможности выпуска установочной партии вертолётов. При этом решениями командования ВВС были сформированы технические облики вертолёта Ми-28Н, обеспечивающие после завершения первого этапа ГСИ круглосуточное выполнение вертолётом боевых задач по уничтожению наземных целей с основным комплексом вооружения, второго этапа ГСИ — воздушных целей с применением ракет класса «воздух-воздух», а также высокую выживаемость вертолёта за счёт оснащения средствами радиоэлектронного подавления.
ГСИ Ми-28Н завершены 26 декабря 2008 года. По результатам ГСИ установлено, что по лётно-техническим характеристикам, характеристикам устойчивости и управляемости, возможностям комплекса бортового радиоэлектронного оборудования, номенклатуре и точностям применяемого оружия Ми-28Н в целом соответствует требованиям ТТЗ.
Вертолёт Ми-28Н «Ночной охотник» принят на вооружение приказом президента РФ 15 октября 2009 года, 27 декабря 2013 года — Министерством обороны.

## Конструкция

### Комплекс бортового радиоэлектронного оборудования

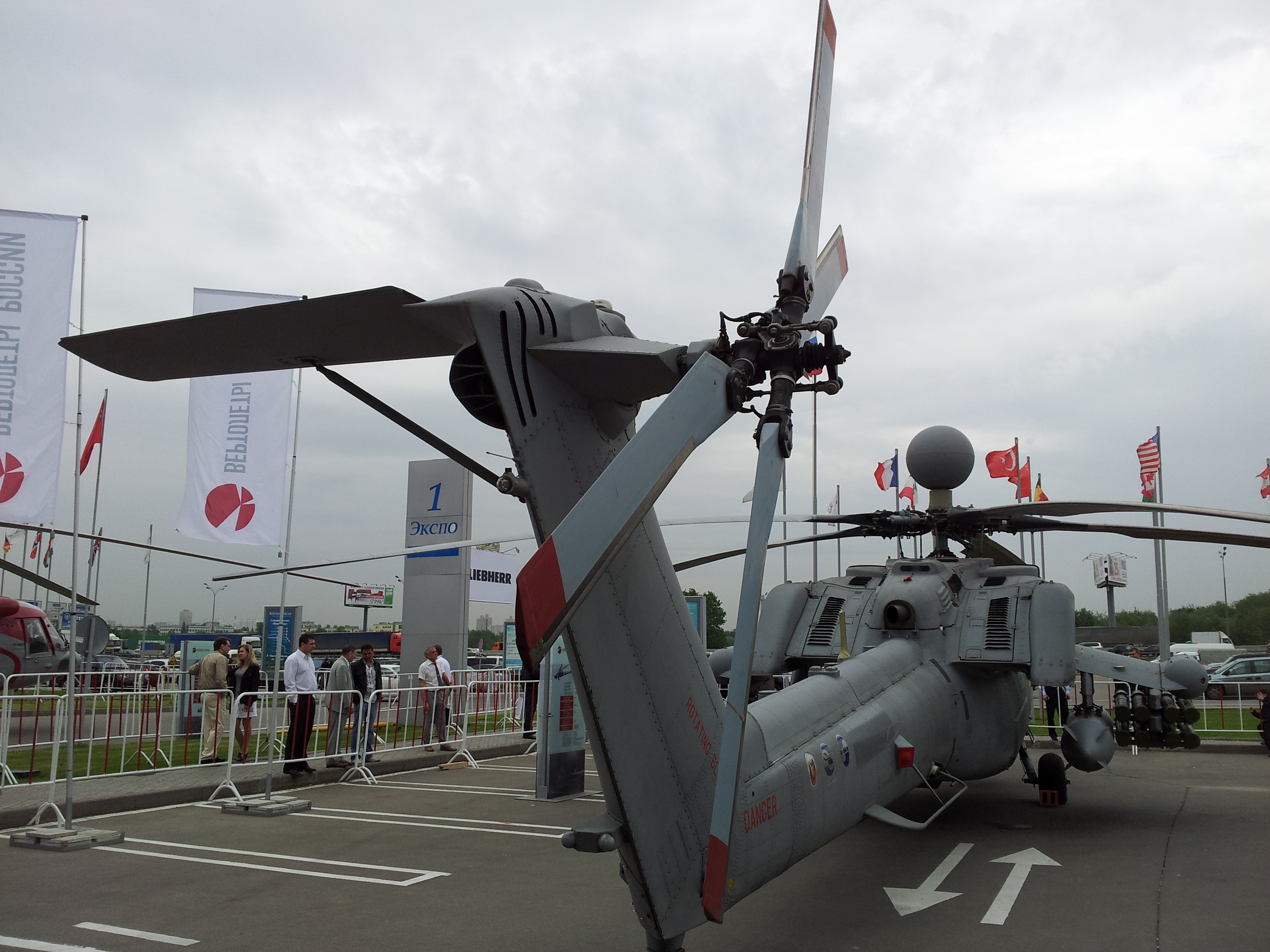
Ми-28Н на выставке HeliRussia 2012, вид сзади

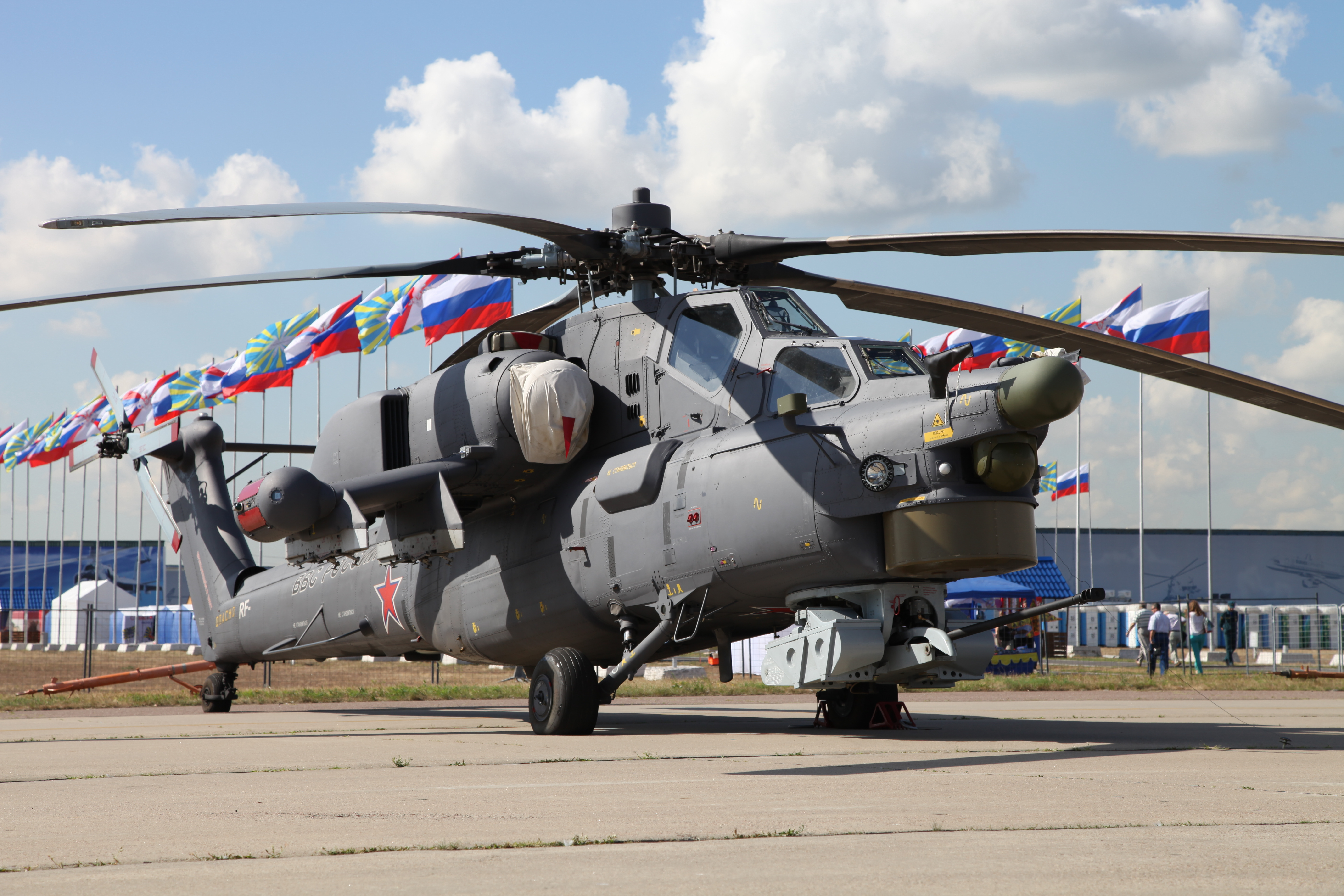
Ми-28Н на праздновании 100 лет ВВС России, 2012 год, вид спереди

Комплекс БРЭО Ми-28Н по своим техническим характеристикам соответствует требованиям, предъявляемым к авиационному оборудованию 5-го поколения. Главный разработчик — ФНПЦ «РПКБ»
Комплекс бортового радиоэлектронного оборудования Ми-28Н обеспечивает:
- автоматизированное распределение целей в составе группы;
- боевое применение вертолёта круглосуточно и в сложных метеоусловиях;
- выполнение боевых задач на предельно малых высотах;
- взаимодействие с вертолётами группы, воздушными и наземными командными пунктами (КП), авианаводчиками;
- совместное (параллельное) применение средств поражения лётчиком и оператором;
- возможность адаптации новых и уже используемых АСП;
- эксплуатацию вертолётов на значительных удалениях от аэродромов и баз за счёт использования принципа техобслуживания оборудования по техническому состоянию.

В основной состав комплекса входят:
- единая вычислительная система, обеспечивающая обработку информации по единому интерфейсу на базе ЭВМ «Багет-53»;
- информационно-управляющее поле кабины на базе многофункциональных жидкокристаллических индикаторов МФИ-10-6М и многофункционального пульта ПС-7В с применением устройства регистрации видеоинформации;
- навигационное оборудование в составе высокоточной ИНС-2000 и бесплатформенной курсовертикали СБКВ-2В-2 с комплексированием со спутниковой навигационной системой, доплеровским измерителем скорости и сноса (ДИСС) и системой воздушных сигналов (СВС), радиотехнической системы дальней навигации (РСДН);
- интегрированная система обнаружения радиоэлектронного и лазерного облучения и пеленгатора УФ-излучения;
- система автоматического управления (САУ);
- система управления оружием;
- нашлемная система целеуказания и индикации;
- обзорно-прицельная станция для обнаружения и распознавания объектов, прицеливания, захвата и автосопровождения объектов по телевизионному и тепловизионному каналам. В состав входят: система стабилизации линии визирования, система автоматического сопровождения целей, оптико-телевизионный канал, тепловизионный канал, лазерный дальномер;
- обзорно-пилотажная система лётчика с очками ночного видения, предназначена для круглосуточного обзора местности, поиска и обнаружение объектов (ориентиров и препятствий). Состав: низкоуровневый телевизионный канал, тепловизионный канал, лазерный дальномер;
- пилотажный комплекс вертолёта;
- бортовой комплекс средств связи КСС-28Н-1, обеспечивает автоматический телекодовый обмен данными с наземными пунктами управления и другими летательными аппаратами, оборудованными аппаратурой, обеспечивающей встречную работу; дальнюю и ближнюю открытую и засекреченную радиосвязь через изделие криптозащиты и КВ-модем. Комплекс обеспечивает одновременную работу (приём — передача) по трем каналам связи, в том числе по двум телефонным каналам и одному телекодовому. Работает в режимах ФРЧ и ППРЧ

В состав БРЭО входит также АТТ (автомат теплотелевизионный) семейства «Охотник», разработки ФГУП «ГРПЗ». Это изделие на вертолёте Ми-28Н выполняет функции, связанные с интеллектуальной обработкой видеоизображений, в результате чего становится возможным видение фоноцелевой картины при любых погодных условиях в любое время суток. В АТТ впервые из всех моделей «Охотник», реализован высокоскоростной цифровой интерфейс для передачи видеосигналов при вибрациях и крене вертолёта, также обеспечивается автоматическое обнаружение и сопровождение целей.
Также вертолёт способен осуществлять разведку и целеуказание боевым вертолётам и самолётам.
МИ-28Н «Ночной охотник» оборудован станцией Л-150-28 (вариант исполнения Л-150 (СПО)).

### Безопасность
При возникновении нештатной ситуации или катастрофического разрушения конструкции на высоте более 100 м сначала отстреливаются двери обеих кабин, затем специальными резаками перерезаются ремни принудительного притяга, надуваются специальные «трапы» — баллонеты, которые не дают экипажу при покидании задеть шасси или повёрнутую пушку, и экипаж покидает машину с помощью парашютов.
При такой же ситуации, но на высоте менее 100 м срабатывает система принудительного притяга ремней, надёжно фиксирующая экипаж в энергопоглощающих креслах «Памир-К» разработки КБ «Звезда». Сначала энергию удара гасят основные стойки шасси, которые, деформируясь, поглощают её. Далее в работу вступают кресла, которые способны погасить вертикальную перегрузку 50-60 g до 15-17 g, обеспечивая травмобезопасность пилоту и штурману-оператору.

### Живучесть
В конструкции кабины применена высокостойкая броня, полностью броневое плоскопараллельное остекление выдерживает прямые попадания бронебойных пуль калибром 12,7 мм в лобовые стёкла и пуль калибром 7,62 мм в боковые стёкла и стёкла дверей, броня корпуса выдерживает попадание осколочно-фугасных снарядов калибра 20 мм, лопасти сохраняют работоспособность при попадании 30-мм снарядов.
Бронекабина экипажа, так называемая «ванна», выполнена из 10-мм листов алюминия, на которые наклеены 16-мм бронеэлементы из керамики. Двери кабины выполнены из стеклопластика с алюминиевой плитой и керамической бронёй. Лобовые стёкла кабины представляют собой прозрачные силикатные блоки толщиной 42 мм, а боковые стёкла и стёкла дверей — из таких же блоков, но толщиной 22 мм. Кабина лётчика отделена от кабины оператора 10-мм алюминиевой бронеплитой, что сводит к минимуму поражение обоих членов экипажа при разрыве малокалиберного осколочно-фугасного зажигательного (ОФЗ) снаряда в одной из кабин. Топливные баки заполнены пенополиуретаном и снабжены латексным самозатягивающимся протектором.
Ми-28 способен выполнять полёт на предельно малых высотах (до 5 м) с огибанием рельефа местности. Повышена манёвренность вертолёта, который теперь может перемещаться назад и в стороны со скоростью 100 км/ч. Во время «зависания» суммарная угловая скорость разворота может достигать 90 градусов в секунду, а с учётом угловой скорости рыскания — чуть более 117 град/сек, максимальная угловая скорость крена — более 100 град/сек.
По сравнению с Ми-24 у Ми-28 в 1,5—2 раза снижена заметность в инфракрасном диапазоне (при тех же двигателях) за счёт установки экранно-выхлопных устройств (ЭВУ).
Защиту от поражения управляемыми ракетами на Ми-28Н обеспечивает аппаратура для постановки помех радиолокационным станциям, и ИК-головкам самонаведения. В будущем планируется применение полного комплекта комплекса «Витебск» Л370 (экспортное наименование — Президент-С (СОЭП)) — в настоящее время этот комплекс (в экспортном исполнении) установлен на прототип Ми-28НЭ (б/н 38), созданный для индийского тендера на поставку ударных вертолётов (Ми-28НЭ этот тендер проиграл). Вертолёт может вести боевые действия автономно, вне аэродрома, в течение 15 суток. Трудоёмкость технического обслуживания по сравнению с Ми-24 снижена в 3 раза. На входе двигателей установлены пылезащитные устройства, обеспечена беспомпажная работа двигателей при пуске неуправляемых авиационных ракет (НАР). Установлена ВСУ АИ-9В, обеспечивающая кондиционирование, обогрев кабины и питание электросистем.
Впервые в отечественной практике вертолётостроения в конструкции втулки несущего винта применены сферические эластомерные шарниры, не требующие смазки, вместо горизонтальных, осевых и вертикальных шарниров. В других шарнирных соединениях втулки используются самосмазывающиеся металлофторопластовые и тканевые подшипники, что позволило снизить с 20 до 1 точек смазки, по сравнению с Ми-24.
Важнейшие агрегаты вертолёта и проводка дублированы и расположены по разным бортам, важные прикрыты менее важными.
Также вертолёт отличается минимально возможной заметностью для наземных средств ПВО.
С 2016 года вертолёт получил второй комплект органов управления в кабине штурмана-оператора. Это позволило существенно повысить живучесть машины, не прибегая к значительным изменениям в конструкции.

## Модификации
Первая модификация Ми-28А в серию не поступила, так как вертолёт не отвечал современным требованиям по круглосуточному функционированию, и была возвращена для доработки.
В 2006 году в серийное производство была запущена модификация Ми-28Н («Ночной охотник»), отличающаяся от первоначальной более современным БРЭО. За наведение управляемых ракет в «Ночной» модификации отвечает комплекс «Тор» производства ОАО «Красногорский завод им. С. А. Зверева». Для обзора передней нижней полусферы используется ТОЭС521 (турельно-оптико-электронная система) производства ФГУП «ПО „Уральский оптико-механический завод“». Новая ОПС на Ми-28Н вместе со станцией ночного видения обеспечивает поиск точечных подвижных и групповых целей на удалении до 10 км.
В 2010 году началось создание Ми-28УБ — учебно-боевой модификации ударного вертолёта Ми-28Н «Ночной охотник». Весь комплекс заводских испытаний закончен в 2017 году.
В мае 2019 года началось производство модификации МИ-28НМ.
| Модель                                 | Описание |
| -------------------------------------- | --- |
| Ми-28                                  | Прототип («изделие 280»). Опытно-экспериментальный, 2 машины (№ 012 и 022). С ПрПНК-28 (дневной ОПС с ТВ каналом «Сатурн», подв. контейнер. аппаратура «Меркурий»).                                      |
| Ми-28А                                 | Модернизированный («изделие 286»). Отличается двигателями ТВ3-117, НВ со стеклопластиковыми лонжеронами, Х-образным РВ 286-1, конструкцией ЭВУ двигателей, составом оборудования, 2 машины (№ 032, 042). |
| Ми-28Л                                 | Лицензионный вариант Ми-28А (проект). Разработан в 1990 году для Ирака. |
| Ми-28Н «Ночной охотник»                | Ночной на базе Ми-28А. С главным редуктором ВР-29 вместо ВР-28. |
| Ми-28НМ                                | Модернизации Ми-28Н. Штатная установка надвтулочной РЛС типа Н025, дублированная система управления, дополнена возможностью управления БПЛА. 29 июля 2016 года Ми-28НМ совершил первый полёт.            |
| Ми-28НЭ                                | Экспортная модификация вертолёта Ми-28Н (Mi-28NE Night Hunter). |
| Ми-28УБ (Ми-28Н с двойным управлением) | Специальный вертолёт с двойным комплектом управления, который может применяться для обучения пилотированию Ми-28Н, при этом сохраняет всю функциональность ударного вертолёта.                           |

### Ми-28НМ

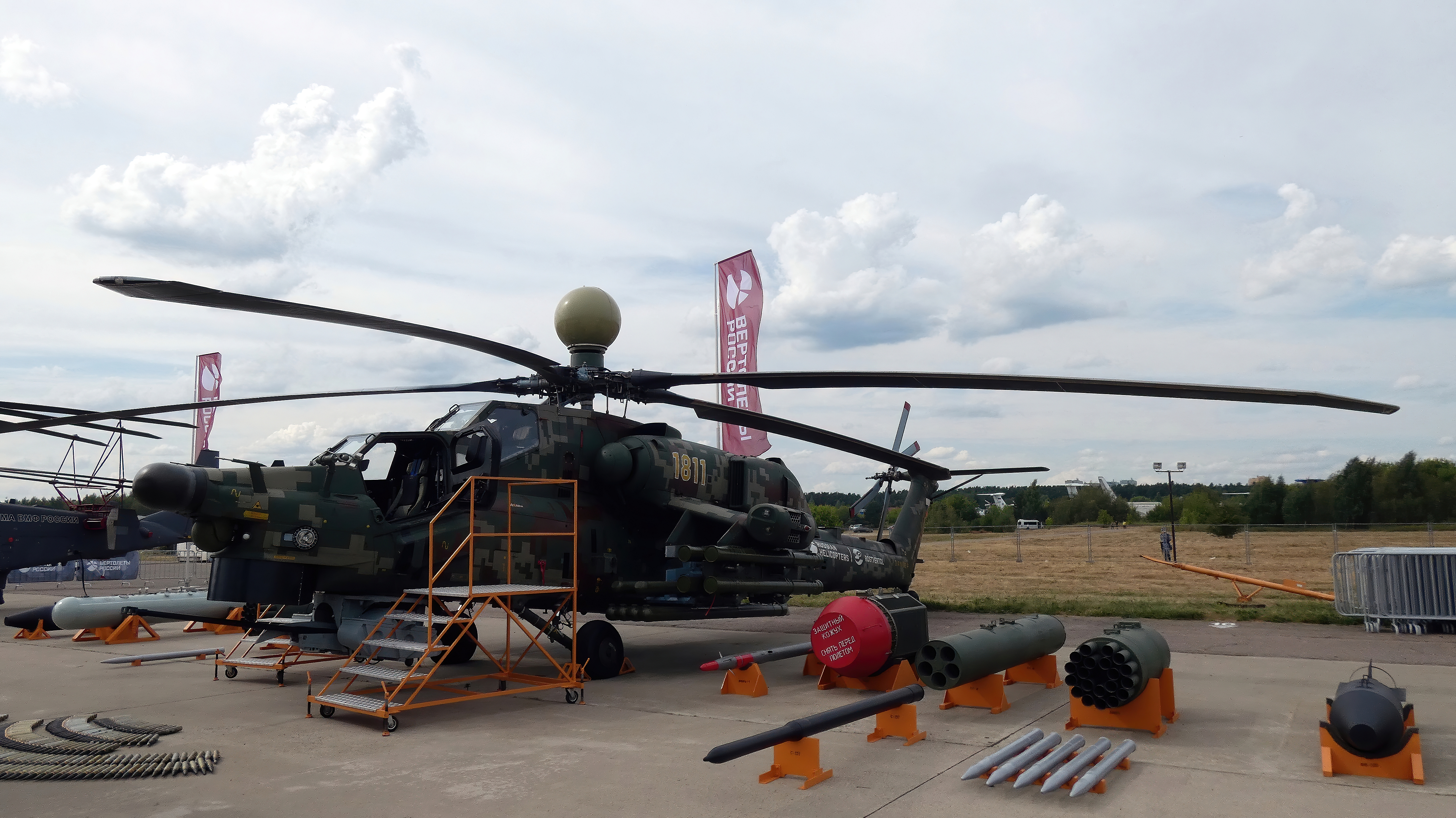
Ми-28НМ на МАКС-2021

Ми-28НМ (ОП-1[прояснить]) — проект модернизации Ми-28Н; разработка начата в 2009 году.
Он конструктивно отличается от своего прототипа Ми-28Н: новые двигатели, система управления, штатно оснащён надвтулочной РЛС типа «Н025», получил дублированную систему управления, благодаря которой штурман-оператор сможет также управлять вертолётом. Дополнен возможностью управления БПЛА, а также современным комплексом противодействия средствам ПВО. 

Вертолёт получил на вооружение первую в стране многофункциональную вертолётную ракету класса «воздух-воздух»/«воздух-поверхность» с головкой самонаведения (лёгкая многоцелевая управляемая ракета, ЛМУР) «Изделие 305».
29 июля 2016 года Ми-28НМ совершил первый полёт в режиме висения.
С начала 2019 года «Ночной суперохотник» был испытан в условиях горной и пустынной местности в Сирии; итоги испытаний признаны удовлетворительными, новый вертолёт может поступать в войска.

## Контракты и тендеры
ВС РФ
В 2005 году был подписан долгосрочный контракт на поставку в ВС РФ 67 вертолётов Ми-28Н до 2013 года.
В июне 2019 года появилась информация что министерство обороны планирует до 2027 года закупить 98 модернизированных вертолётов версии Ми-28НМ.
Контракт на поставку Ми-28Л в Ирак (1990)
Контракт был заключён в 1990 году, на поставку и лицензионную сборку, не был осуществлён из-за иракской оккупации Кувейта.
Тендер в Индии
Тендер в Индии на поставку 22 ударных вертолётов состоялся в 2011 (?) году. Индийские военные по результатам испытаний приняли решение закупить американские вертолёты AH-64D «Апач», а не российские Ми-28Н «Ночной охотник». По данным индийских военных, Ми-28Н не соответствует требованиям тендера по 20 пунктам; претензии вызывали системы РЭБ, живучесть, возможность ведения боя ночью, эффективность электроники и оружие.
Представитель ВВС России, в свою очередь, пояснил «Известиям», что основной проблемой Ми-28 до изменения конструкции в 2011 году был главный редуктор, вращающий основной винт. При работе свыше двух часов он перегревался, что приводило к остановке винта. Кроме того, по мнению военных, конструкторы «Роствертола», который производит вертолёт, долго не могли отладить работу всех бортовых электронных систем.
Алжир
Россия предложила[когда?] Алжиру некоторое количество ударных вертолётов Ми-28НЭ. «Росвертол» надеется подписать контракт, по которому поставка Ми-28НЭ начнётся в период с 2012 по 2017 год.
Контракт с Ираком (2012)
В 2012 году между РФ и Ираком был подписан контракт на поставку 16 Ми-28НЭ в рамках более крупного пакетного соглашения на общую сумму 4,3 млрд $. Контракт включает также обучение пилотов и технического персонала, и поставку вооружения для вертолёта.

## Операторы
- Россия:
  -  ВКС России — около 70 единиц Ми-28Н, около 9 единиц Ми-28НМ и 24 единицы Ми-28УБ, по состоянию на 2024 год[41]
    - 39-й вертолётный полк (аэродром Джанкой)[42]
    - 55-й отдельный гвардейский вертолётный полк (бывшая 393-я авиабаза армейской авиации) (аэродром Кореновск)[43]
    - 332-й отдельный гвардейский вертолётный полк (аэродромы Прибылово и Пушкин)[44]
    - 487-й отдельный вертолётный полк (бывшая 387-я авиабаза армейской авиации) (аэродром Будённовск) — 16 Ми-28[43][45]
    - 16-я гвардейская бригада армейской авиации (бывшая 546-я авиационная база армейской авиации) (аэродром Зерноград)[46]
    - 344-й ЦБП и ПЛС АА (г. Торжок)
    - Пилотажная группа «Беркуты» — 6 единиц
- Ирак
  - ВВС Ирака — 11 Ми-28НЭ и 4 Ми-28УБ, по состоянию на 2020 год[47]
- Алжир
  - ВВС Алжира — более 14 единиц Ми-28НЭ/Ми-28УБ, по состоянию на 2020 год[48]
- Уганда: не менее 3 единиц Ми-28Н/Ми-28УБ, по состоянию на 2023 год[49]

## Поставки и эксплуатация

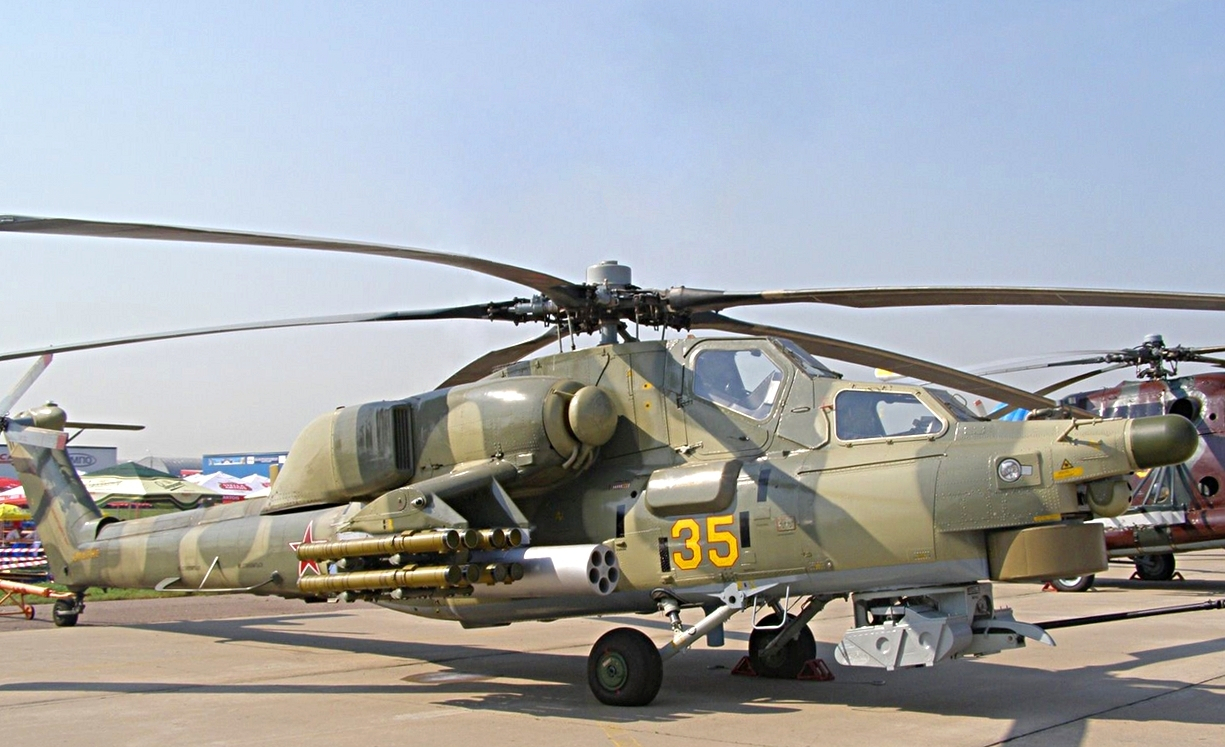
Ми-28 на МАКС-2007

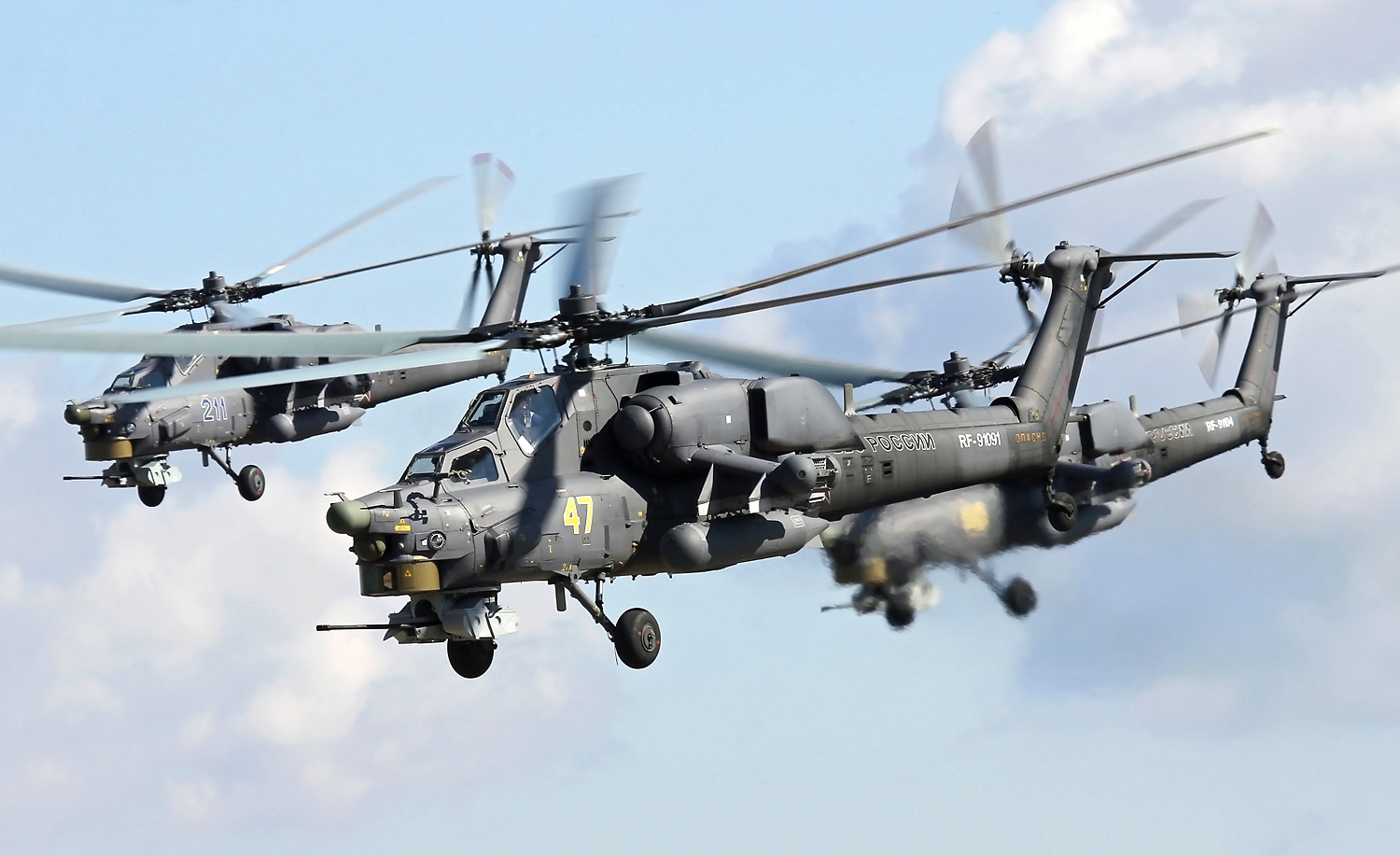
Пилотажная группа «Беркуты»

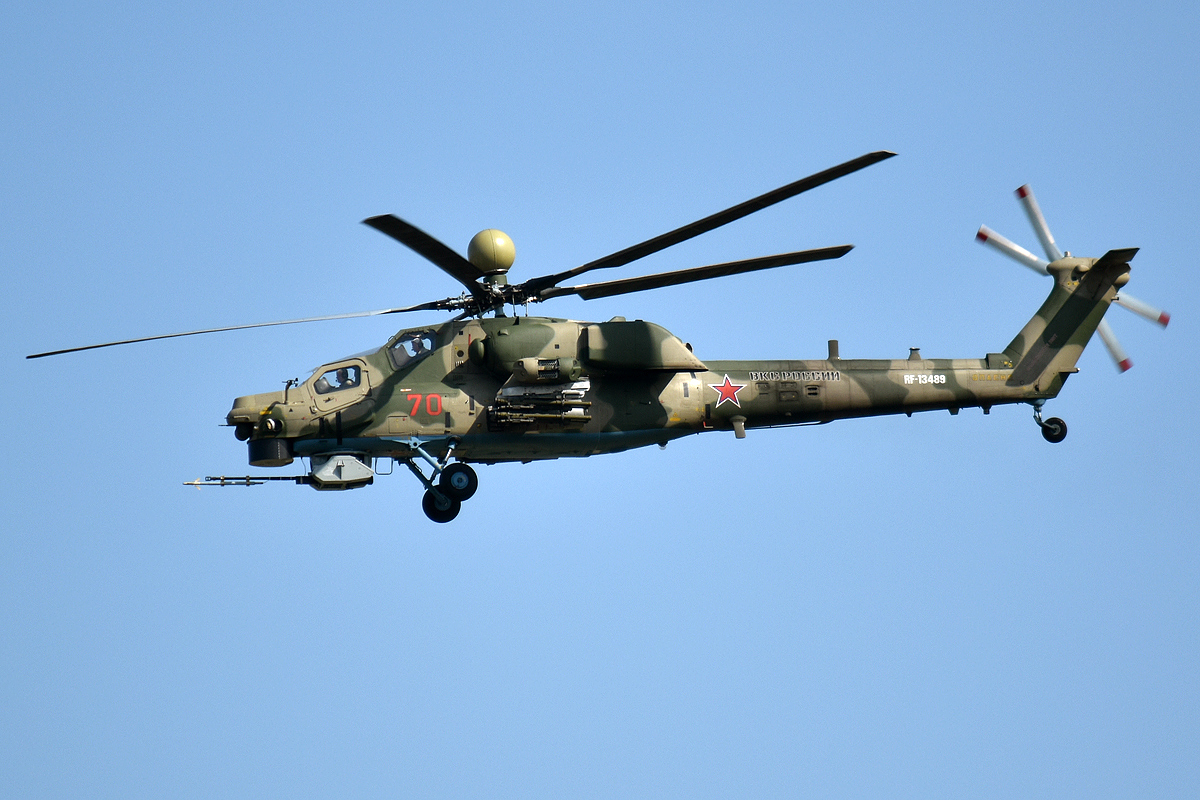

В 2005 году начальник российского Генерального штаба генерал армии Юрий Балуевский заявил, что основным боевым вертолётом будет Ми-28Н «Ночной охотник», а вертолёты Ка-50 и Ка-52 необходимы для подразделений спецназа; в том же году был подписан контракт на поставку 67 вертолётов Ми-28Н до 2013 года.
Во второй половине июня 2006 года два Ми-28Н принимали участие в командно-штабных учениях на территории Белоруссии, носивших название «Щит Союза — 2006». Это были первая опытная машина ОП-1 и первая предсерийная 01-01 (бортовой номер — 32).
7 сентября в Ростове-на-Дону главком ВВС принял участие в заседании государственной комиссии по проведению госиспытаний Ми-28Н на ОАО «Роствертол». Участники заседания подвели итоги первого этапа государственных испытаний Ми-28Н и проверили готовность предприятий военно-промышленного комплекса к серийному производству вертолёта.
Акт о принятии Ми-28Н в серию будет подписан к 30 сентября, за это время промышленность устранит недостатки, выявленные в ходе первого этапа государственных испытаний.
Первые 4 серийных Ми-28Н поступили в Торжокский центр боевого применения и переучивания лётного состава армейской авиации в 2008 году. 22 января 2008 года первые два вертолёта поступили в Торжокский ЦБП и ПЛС АА.
В 2009—2011 гг. в Военно-воздушные силы РФ поступит 27 вертолётов Ми-28Н. Первые серийные вертолёты поступают в подразделения 4-й армии ВВС и ПВО.
В 2009—2010 гг. на авиабазе 6971 (487-й отдельный вертолётный полк) около Будённовска сформирована первая вертолётная эскадрилья из 16 серийных Ми-28Н.
В октябре 2010 года начались поставки на 6974-ю авиабазу (55-й отдельный вертолётный полк).
В 2010 году поставлено 12 Ми-28Н. Всего до конца 2010 года для Минобороны РФ было поставлено 38 вертолётов. В 2010 году был заключён второй контракт на закупку ещё 30 Ми-28Н с поставкой к 2014 году.
Таким образом, по состоянию на конец 2010 года в общей сложности Министерством обороны РФ заключены контракты на поставку 97 вертолётов в период до 2015 года.
На 2011 год наработка на отказ Ми-28Н составила 8,1 часа против 13,9 у Ми-24.
В 2011 году было поставлено 14 ед. Ми-28Н.

В 2012 году поставлено 14 ед. Ми-28 для МО РФ (c 2001 по 2012 гг. поставлено 63 ед. Ми-28Н)

В 2013 году поставлено 14 ед. Ми-28 для МО РФ.
По заявлению первого заместителя управляющего директора завода «Роствертол» (входит в холдинг «Вертолеты России») Вадима Баранникова, в рамках трехлетнего контракта, МО России в течение трех лет, начиная с 2017 года, будет получать до 10 Ми-28УБ ежегодно. Первые вертолёты планируются к передаче в ноябре 2017 года. Стоимость Ми-28УБ будет «немного выше» базовой модели Ми-28Н (стоимость которой по данным Аircraftcompare.com колеблется от 16,8 млн $ до 18 млн $.
В 2020 году на ПАО «Роствертол» началось серийное производство модернизированных Ми-28НМ. До 2027 года планируется поставить 98 машин.

## Боевое применение
14 октября 2015 года ВКС РФ развернули группировку боевых вертолётов Ми-28 в составе Авиационной группы ВВС России в Сирии, впервые был использован в ходе битвы за Пальмиру. Один Ми-28Н был потерян вместе с экипажем
25 июня 2016 года по заявлениям ВС Ирака, Ми-28 сыграл важную роль в кампаниях по освобождению городов, в частности, Эль-Фаллуджи, битвы за Рамади и других операциях. C начала 2017 года вертолёты Ми-28 были задействованы в битве за Мосул.
Ми-28 применяется во время вторжения России на Украину, при этом к ноябрю 2022 года зафиксированы как минимум 6 случаев уничтожения Ми-28 с помощью зенитных ракет Stinger, Starstreak.
7 августа 2024 года появились видеокадры поражения российского Ми-28Н украинским FPV-дроном в хвостовую часть.

## Боевые потери и аварии
По причине сложности учёта уничтоженной техники во время российского вторжения на Украину, в списке ниже эти данные не отражены.
| Дата       | Бортовой номер     | Место                                                                                            | Жертвы | Описание |  |
| ---------- | ------------------ | ------------------------------------------------------------------------------------------------ | ------ | --- |  |
| 19.06.2009 | 43 жёлтый          | Мулинский полигон Гороховецкого учебного центра, Володарский район Нижегородской области, Россия | 0/2    | При выполнении показательных учений вертолёт Ми-28Н произвёл выстрел НАР в режиме зависания, что спровоцировало помпаж двигателей. Вертолёт совершил аварийную посадку, попав одним шасси в траншею, что привело к опрокидыванию машины и сопровождалось разрушением несущего винта и хвостовой балки. Впоследствии вертолёт доставлен на подвеске Ми-26 на завод «Росвертол» и восстановлен. В апреле 2011 года показан журналистам. (В настоящий момент вертолёт Ми-28Н № 34012840205 полностью разобран, продефектирован и находится на хранении в ОАО «Роствертол» (по состоянию на 02 мая 2012 года)). Восстановление вертолёта велось по отдельному контракту. |  |
| 15.02.2011 | 05 синий           | близ села Прасковея                                                                              | 1/2    | При выполнении планового учебно-тренировочного полёта на высоте около 1500 метров обнаружились неполадки в двигателе. Экипажу удалось снизиться до высоты 400 метров, после чего вертолёт рухнул на землю. От удара о землю оторвало ОПС и НППУ, и одновременно хвостовую балку. В результате происшествия командир экипажа получил тяжёлые телесные повреждения и был доставлен в Будённовскую районную больницу, где впоследствии скончался. |  |
| 16.08.2012 | 205                | Аэродром Моздок, Республика Северная Осетия, Россия                                              | 0/2    | В 09:07 при выполнении учебного полёта Ми-28Н совершил жёсткую посадку. Экипаж вертолёта не пострадал, разрушений на земле нет. Вертолёт получил незначительные повреждения. |  |
| 02.08.2015 | 15 белый, RF-95316 | полигон близ села Дубровичи                                                                      | 1/2    | Во время показательных выступлений на международных армейских играх «Авиадартс», при выполнении фигуры высшего пилотажа «Роспуск» вертолёт пилотажной группы «Беркуты» вошел в неконтролируемое левое вращение и упал. Штурман смог самостоятельно выбраться и был госпитализирован, командир экипажа получил тяжёлые травмы и погиб. Причиной катастрофы является разрушение звена цепи рулевого управления.. |  |
| 12.04.2016 | Россия             | Хомс, Сирия                                                                                      | 2/2    | Во время выполнения боевой задачи вертолёт разбился, по предварительным данным, из-за потери экипажем ориентации в пространстве в условиях полета ночью над местностью со сложным рельефом. По другим данным, МО объяснило это несовершенством ОНВ |  |
| 11.12.2019 | 17 красный         | Краснодарский край, близ станицы Платнировской, Россия                                           | 2/2    | Ми-28УБ (бортовой номер «17 красный») из состава 55-го отдельного вертолётного полка армейской авиации 4-й армии ВВС и ПВО Южного военного округа, базирующегося на аэродром Кореновск, потерпел катастрофу в 4 км от торца полосы аэродрома, оба члена экипажа погибли — заместитель командира 55-го отдельного вертолётного полка по летной подготовке подполковник А. В. Склянкин и заместитель командира 1-й вертолётной эскадрильи полка по летной подготовке майор Р. А. Кушниренко. Вертолёт был построен в 2019 году, был передан в полк в октябре 2019 года. К моменту катастрофы борт имел налет 29 часов.                                                 |  |
| 12.05.2023 | Россия             | Джанкой                                                                                          | 2/2    | Падение при выполнении планового учебно-тренировочного полета, предварительная причина крушения — отказ техники, двое пилотов погибли |  |
| 02.01.2024 | Флаг Уганды        | Западная область, Уганда                                                                         | 2+1/2  | В ходе боевых операций против сил Объединённого демократического фронта на территории Конго вертолёт упал на частный дом, погибли оба члена экипажа и один человек на земле. |  |
| 25.07.2024 | Россия             | деревня Кленки, Калужская область                                                                | 2/2    | По предварительной информации, упал из-за технической неисправности, экипаж погиб |  |
| 01.01.2025 | Россия             | около Ковалёво (Воронежская область)                                                             | ?      | Сгорел после жёсткой посадки, подробности неизвестны. |  |
| 18.03.2025 | Россия             | Ленинградская область                                                                            | 2/2    | После падения загорелся, экипаж погиб. |  |

## Критика
В декабре 2017 года бывший главнокомандующий ВКС России Виктор Бондарев  так охарактеризовал проблемы Ми-28:
Ми-28 довели до ума благодаря Сирии. Так вот, лётчики говорят, что стало лучше, но не всё стало лучше — электроника провальная: ничего лётчик не видит, ничего лётчик не слышит. Эти очки, которые надевают, пилоты называют «смерть пилотам». Небо безоблачное, всё нормально, а если какая дымочка — три дня с красными глазами ходят.

## Тактико-технические характеристики

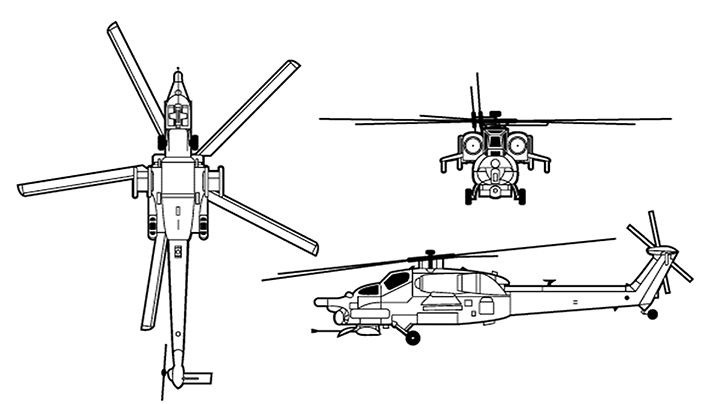
Три проекции Ми-28

### Технические характеристики
- Экипаж: 2 человека
- Длина фюзеляжа: 17,05 м
- Высота: 3,82
- Ширина с консолями крыла 5,88 м
- Диаметр несущего винта: 17,2 м
- Диаметр рулевого винта: 3,85 м
- Масса:
  - пустого: 8095 кг
  - нормальная взлётная масса: 10900 кг
  - максимальная взлётная масса: 12100 кг
  - Масса боевой нагрузки: 2300 кг
  - Масса топлива: 1500 кг
- Силовая установка:
  - Тип двигателя: турбовальный
  - Количество, модель: 2 двигателя ВК-2500 / ВК-2500П (FADEC)
  - Мощность:[99]
    - на чрезвычайном режиме: 2 × 2700 л. с. / 2800
    - на взлётном режиме: 2 × 2200 л. с. / 2500
    - на крейсерском режиме: 2 × 1500 л. с.

### Лётные характеристики
- Максимальная скорость: 300 км/ч[100]
- крейсерская: 265 км/ч[100]
- Дальность полёта:
  - максимальная 450 км
  - с ПТБ: 1087 км
- Статический потолок: 3600 м
- Динамический потолок: 5600 м
- Скороподъёмность: 13,6 м/с

### Вооружение

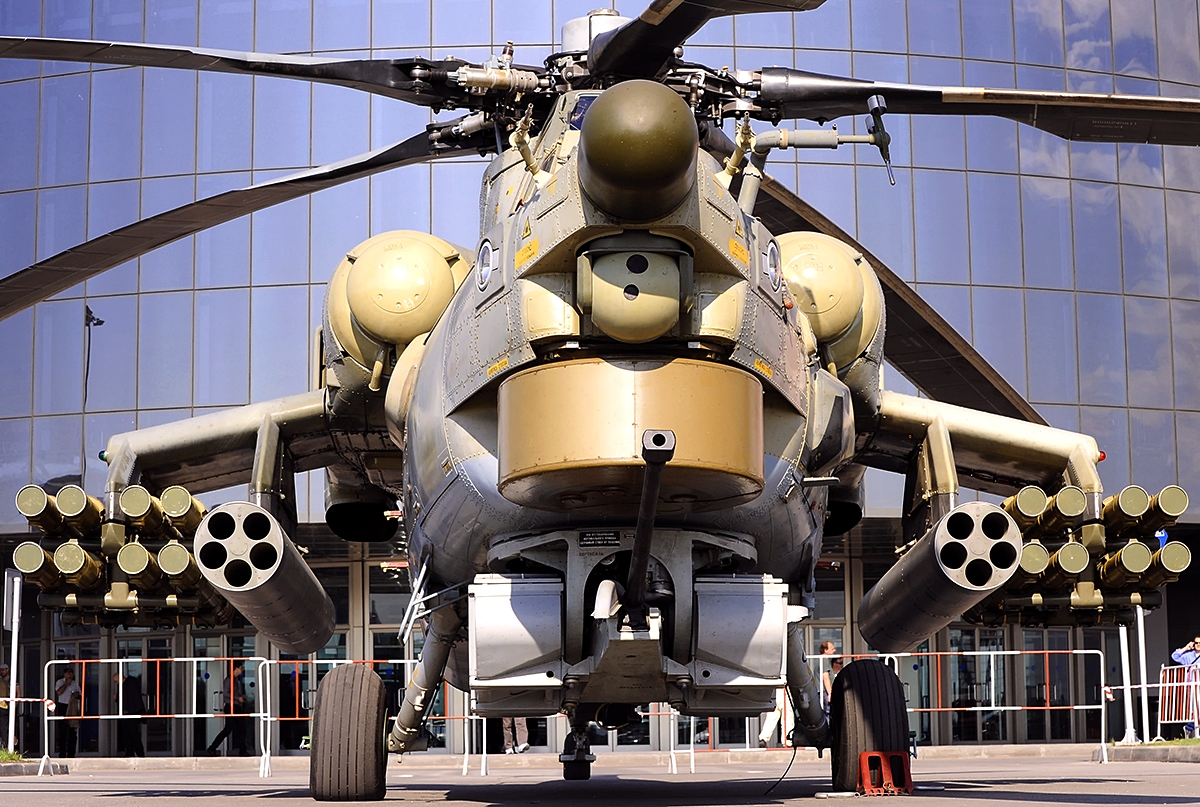

- Встроенное стрелково-пушечное: 1 × 30-мм пушка 2А42, боекомплект 250 снарядов.
- Точек подвески: 4
- Неуправляемое ракетное: НАР С-8 — 4 х 20 шт; НАР С-13 Неуправляемые ракеты предназначены для уничтожения живой силы, лёгкой бронетехники и объектов инфраструктуры.
- Управляемое ракетное «воздух-поверхность»:
  - ЛМУР «Изделие 305» (для Ми-28НМ)[101];
  - ПТРК «Штурм-В»;
  - «Атака-В»; «Атака-ВН» (16 шт.)[102].
- Управляемое ракетное «воздух-воздух»: «Стрелец» с ракетой Игла-В[103] — 4 x 4 шт.
- 30-мм пушка НППУ-28 боекомплект 250 снарядов, подача снарядов двусторонняя селективная, есть возможность выбора снарядов: бронебойного или ОФЗ. Предназначена для поражения легкобронированной техники на дальности 1500 м, живой силы до 4000 м и малоскоростных воздушных целей до 2500 м. Для повышения точности стрельбы ствол амортизирован. Боекомплект состоит из бронебойных и осколочно-фугасных снарядов. Диапазон отклонения пушки: по азимуту ±110°; по углу места +13…-40°. Пушка синхронизирована с прицелом. Лётчик также может вести огонь с помощью ИЛС или нашлемного прицела. Опыт применения пушек на различных вариантах Ми-24 показал, что подвижная пушка гораздо удобнее в эксплуатации: разворот счетверённого пулемёта на турели Ми-24Д занимал в 3-4 раза меньше времени, чем разворот всего вертолёта Ми-24П с неподвижной пушкой. Вертолёту с подвижной пушкой не надо разворачиваться, гася при этом скорость до 100 км/ч, что делает вертолёт более уязвимым для противника[17].
- УР Атака-В (балочный держатель ДБ-3УВ) предназначена для уничтожения бронетехники, живой силы, вертолётов, ДОТ, ДЗОТ. Управление ракетой осуществляется через помехозащищённый радиоканал миллиметрового диапазона (узкая диаграмма направленности)[104], передатчик находится в носовой части вертолёта, приёмник расположен в задней части ракеты.  Возможно применение ракет одновременно с 10 носителей[105]. В сочетании с автоматом сопровождения цели вертолёт может маневрировать с углом рыскания ±110°, по крену ±30°. В отличие от лазерно-лучевых систем наведения, имеет преимущество в неограниченном времени управления ракетой с высоким темпом стрельбы, лазерные системы менее надёжны в условиях задымлённости (запылённости и тумана)[17].
- Гермес
- Ракета с ТГСН Игла-В предназначена для поражения малоразмерных БПЛА, вертолётов, самолётов, крылатых ракет. На ракете Игла предусмотрено охлаждение головки самонаведения ракеты, что позволяет поражать цели не только по теплу от горячих выхлопных газов двигателя, но и любые теплоконтрастные цели, ГСН ракет обеспечивает селекцию тепловых помех[106][107].
- КМГУ-2 — контейнер для малогабаритных грузов, для постановки минных заграждений.
- Возможна установка ПТУР Вихрь-1 на модификации Ми-28НМ

## Сравнение с аналогами
|                                      | Ми-28Н         | Ка-52          | AH-64D Apache Longbow (Block III) | Bell AH-1Z Viper                  | AgustaWestland T129 | Eurocopter Tiger         |
| ------------------------------------ | -------------- | -------------- | --------------------------------- | --------------------------------- | ------------------- | ------------------------ |
| Внешний вид                          |                |                |                                   |                                   |                     |                          |
| Год принятия на вооружение           | 2009           | 2011           | 2011                              | 2011                              | 2012                | 2003                     |
| Масса пустого, кг                    | 8095           | 7800           | 5165                              | 5580                              | 2530                | 3060                     |
| Масса топлива, кг                    | 1500           | 1500           | 1100                              | н/д                               | н/д                 | 1100                     |
| Масса боевой нагрузки, кг            | 2300           | 2800           | 1650                              | 1300                              | 1200                | 1570                     |
| Встроенная пушка                     | 1 × 30-мм 2А42 | 1 × 30-мм 2А42 | 1 × 30-мм M230                    | 3 × 20-мм M197                    | 3 × 20-мм M197B     | 1 × 30-мм GIAT 30        |
| Точки подвески                       | 4              | 6              | 4                                 | 6                                 | 4                   | 4                        |
| Максимальная взлётная масса, кг      | 12 000         | 10 800         | 10 400                            | 8390                              | 5000                | 6600                     |
| Силовая установка                    | 2 × ВК-2500-02 | 2 × ВК-2500    | 2 × General Electric T700-GE-701D | 2 × General Electric T700-GE-401C | 2 × LHTEC CTS800-4A | 2 × Rolls-Royce MTR390-E |
| Мощность двигателя, л. с.            | 2 × 2200       | 2 × 2400       | 2 × 2000                          | 2 × 1800                          | 2 × 1360            | 2 × 1464                 |
| Максимальная скорость, км/ч          | 300            | 310            | 300                               | 300                               | 280                 | 290                      |
| Практическая дальность (без ПТБ), км | 450            | 520            | 480                               | 680                               | 550                 | 740                      |
| Практический потолок, м              | 5000           | 5500           | 5900                              | 6100                              | 6000                | 4000                     |
| Скороподъёмность, м/с                | 13,6           | 16,0           | 12,3                              | 14,2                              | 11,3                | 14,0                     |
| Стоимость, млн USD                   | ~16,0          | ~16,0          | 52,0-61,0                         | 27,0-31,0                         | 43,0-53,0           | 39,0                     |

|                                      | Denel AH-2 Rooivalk      | Kawasaki OH-1 Ninja     | Harbin Z-19 | CAIC WZ-10                          | HAL LCH                  | HESA Shahed 285      |
| ------------------------------------ | ------------------------ | ----------------------- | ----------- | ----------------------------------- | ------------------------ | -------------------- |
|                                      |                          |                         |             |                                     |                          |                      |
| Год принятия на вооружение           | 1999                     | 2000                    | —           | 2011                                | 2013 (план)              | н/д                  |
| Масс пустого, кг                     | 5730                     | 2450                    | 2350        | 5400                                | 3000                     | 820                  |
| Масса топлива, кг                    | 1470                     | н/д                     | н/д         | н/д                                 | н/д                      | н/д                  |
| Масса боевой нагрузки, кг            | 1560                     | н/д                     | н/д         | 1500                                | н/д                      | н/д                  |
| Встроенная пушка                     | 1 × 20-мм F2             | —                       | 1 × 23-мм   | 1 × 23-мм                           | 1 × 20-мм                | 1 × 7,62-мм          |
| Точки подвески                       | 6                        | 4                       | 4           | 4                                   | 4                        | 2                    |
| Максимальная взлётная масса, кг      | 8750                     | 4000                    | 4500        | 7500                                | 5500                     | 1450                 |
| Силовая установка                    | 2 × Turbomeca Makila 1K2 | 2 × Mitsubishi TS1-10QT | 2 × WZ-8A   | 2 × Pratt & Whitney Canada PT6C-67C | 2 × HAL/Turbomeca Shakti | 1 × Allison 250-C20J |
| Мощность двигателя, л. с.            | 2 × 1500                 | 2 × 890                 | 2 × 850     | 2 × 1530                            | 2 × 1200                 | 1 × 420              |
| Максимальная скорость, км/ч          | 280                      | 280                     | 245         | 300                                 | 275                      | 225                  |
| Практическая дальность (без ПТБ), км | 700                      | 550                     | 700         | н/д                                 | 700                      | 800                  |
| Практический потолок, м              | 6100                     | н/д                     | 4900        | н/д                                 | 6500                     | 4150                 |
| Скороподъёмность, м/с                | 13,3                     | н/д                     | 9,0         | н/д                                 | 12,0                     | 7,0                  |
| Стоимость, млн USD                   | ~40,0                    | н/д                     | н/д         | н/д                                 | ~22,0                    | н/д                  |

## Галерея
Ударный вертолёт Ми-28 на МАКС-2011 и на 3-й Международной выставке вертолётной индустрии HeliRussia 2010:

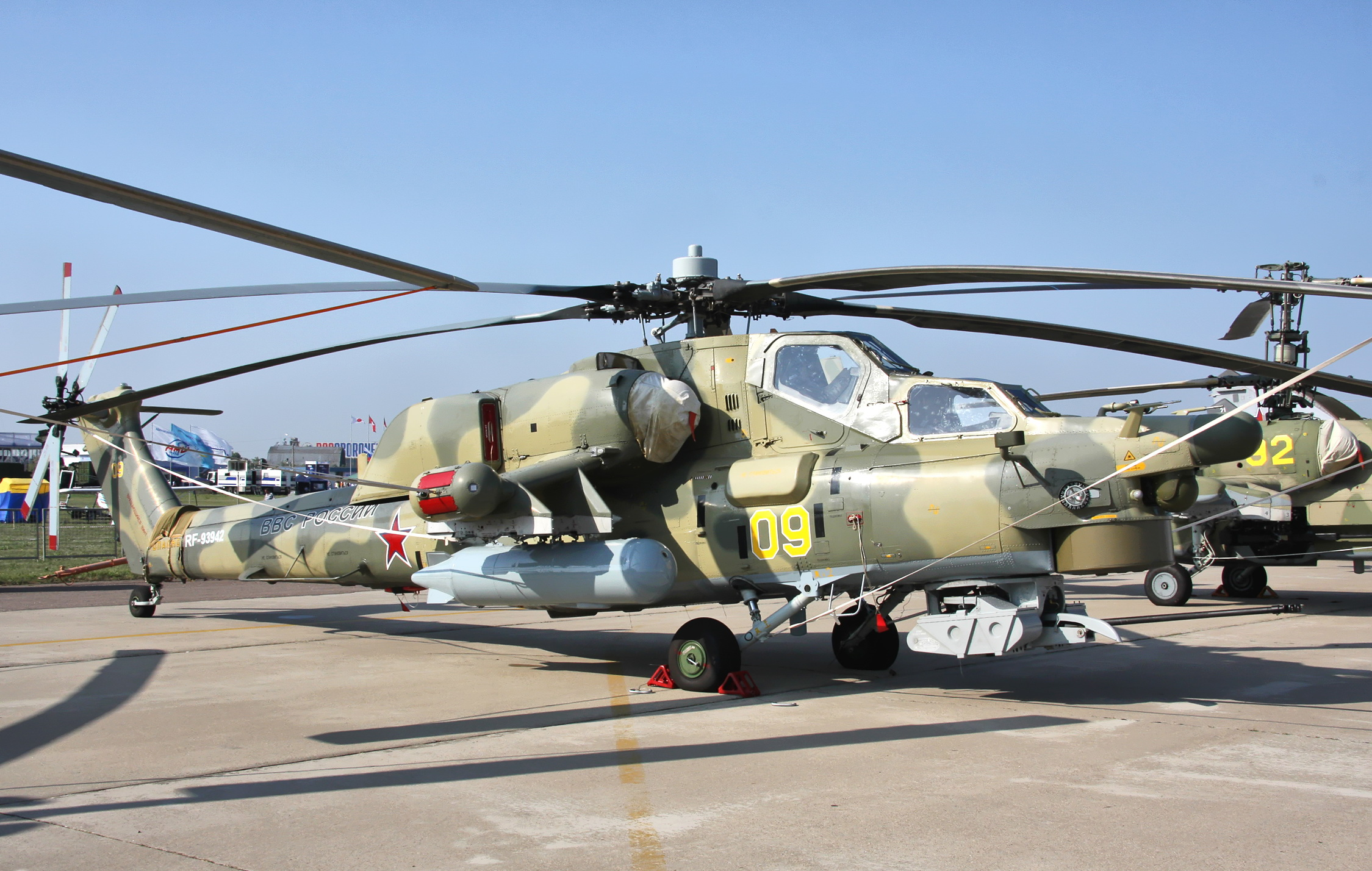
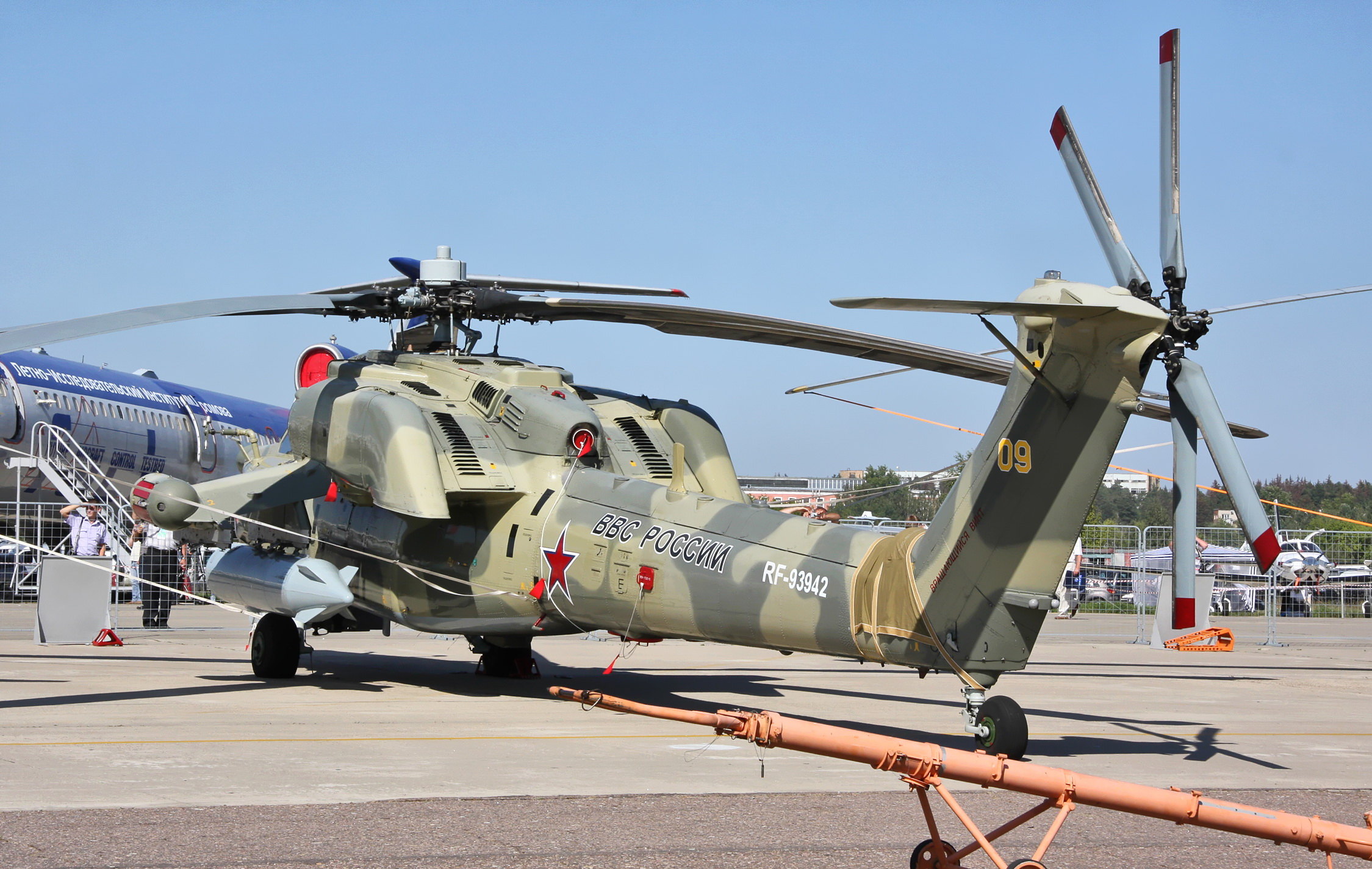
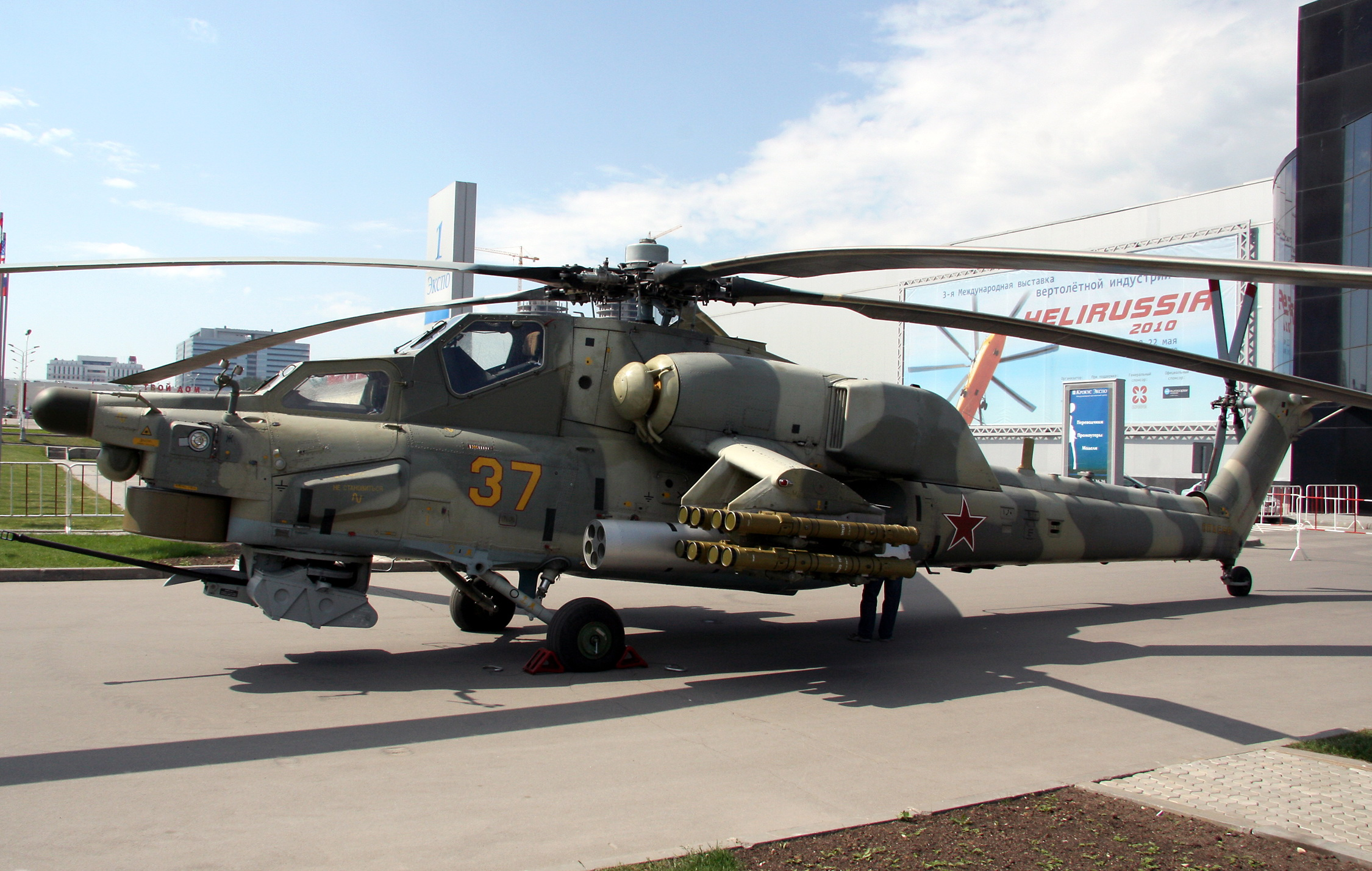
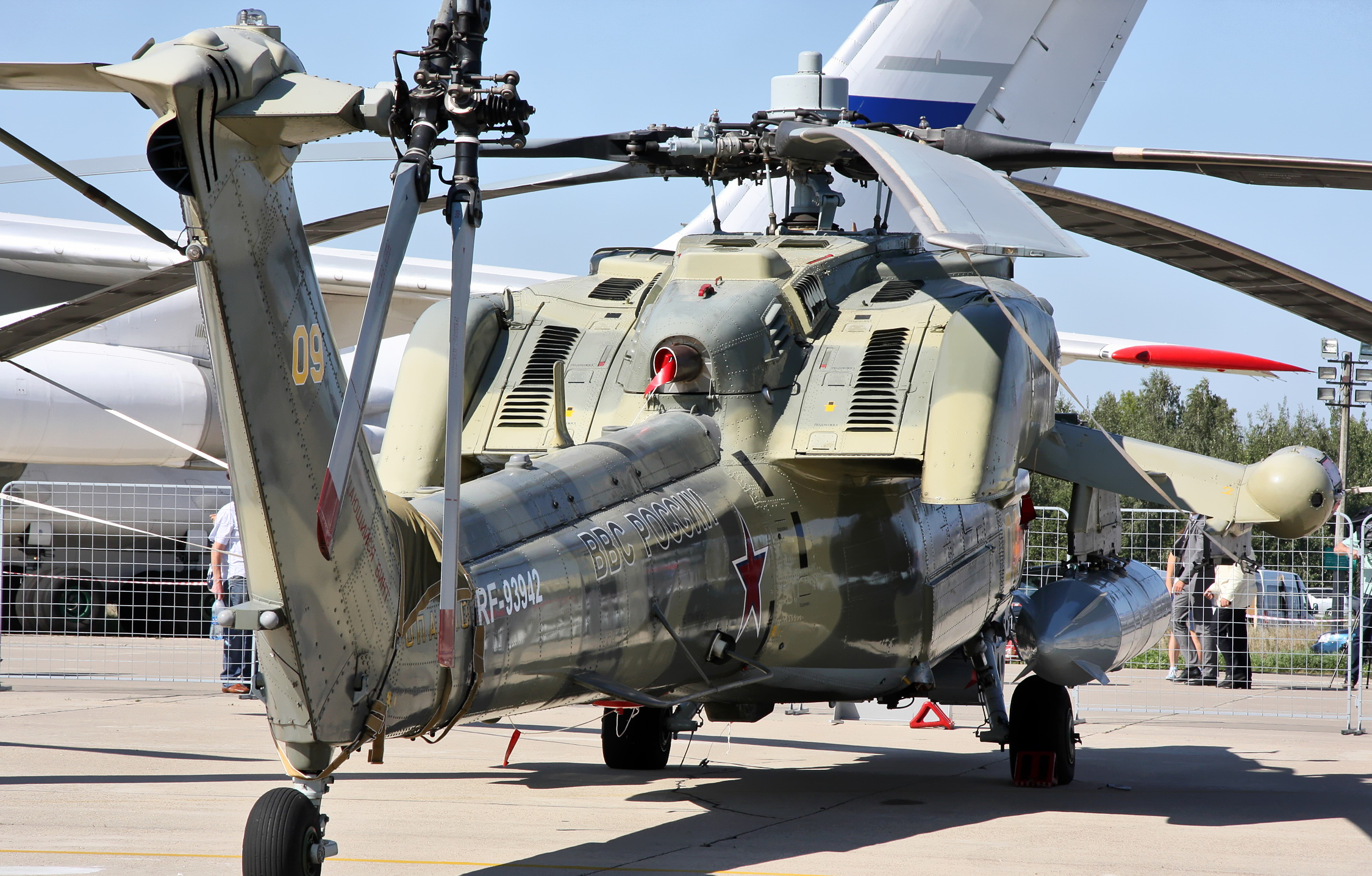
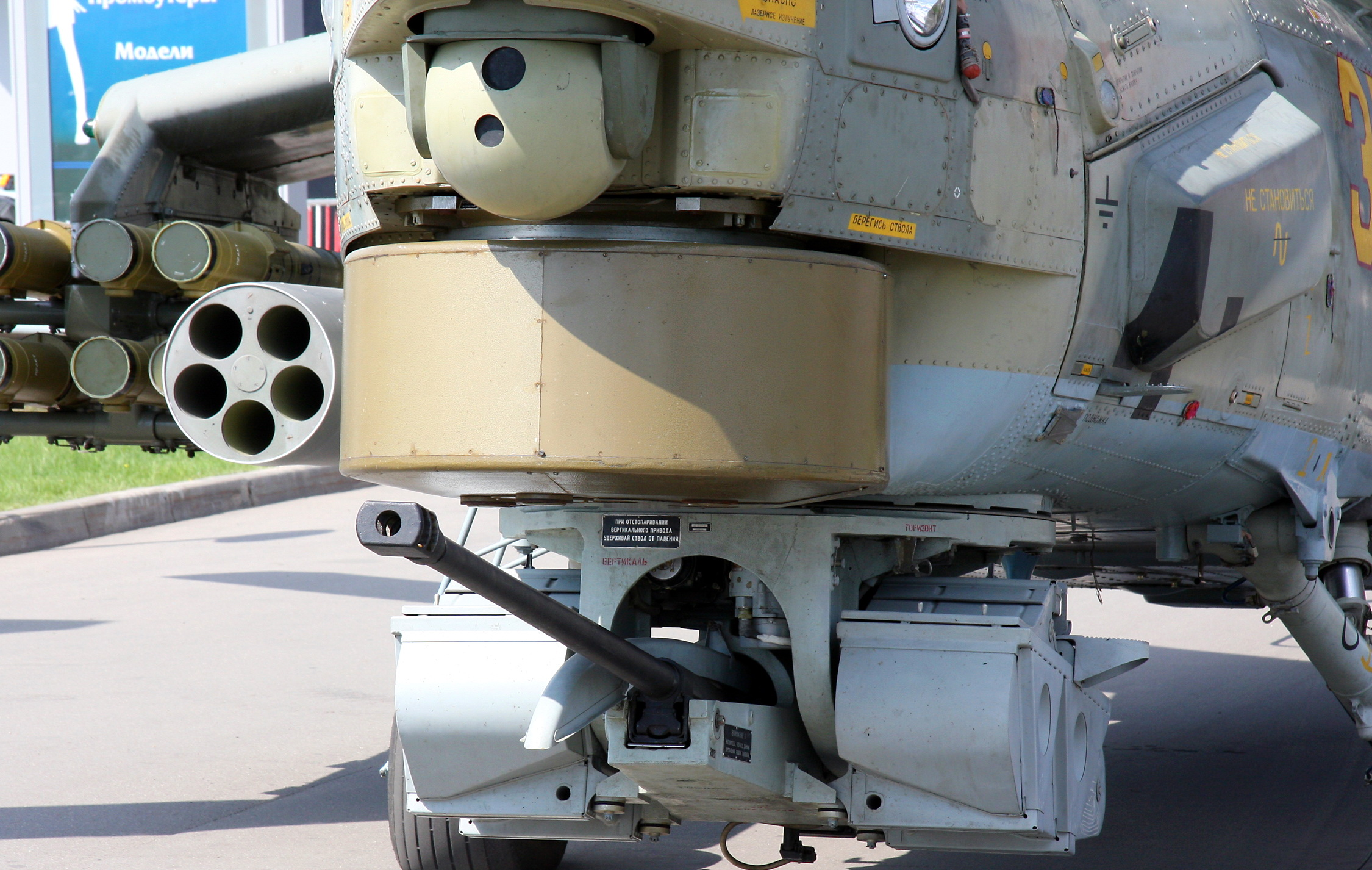
30-мм пушка 2А42
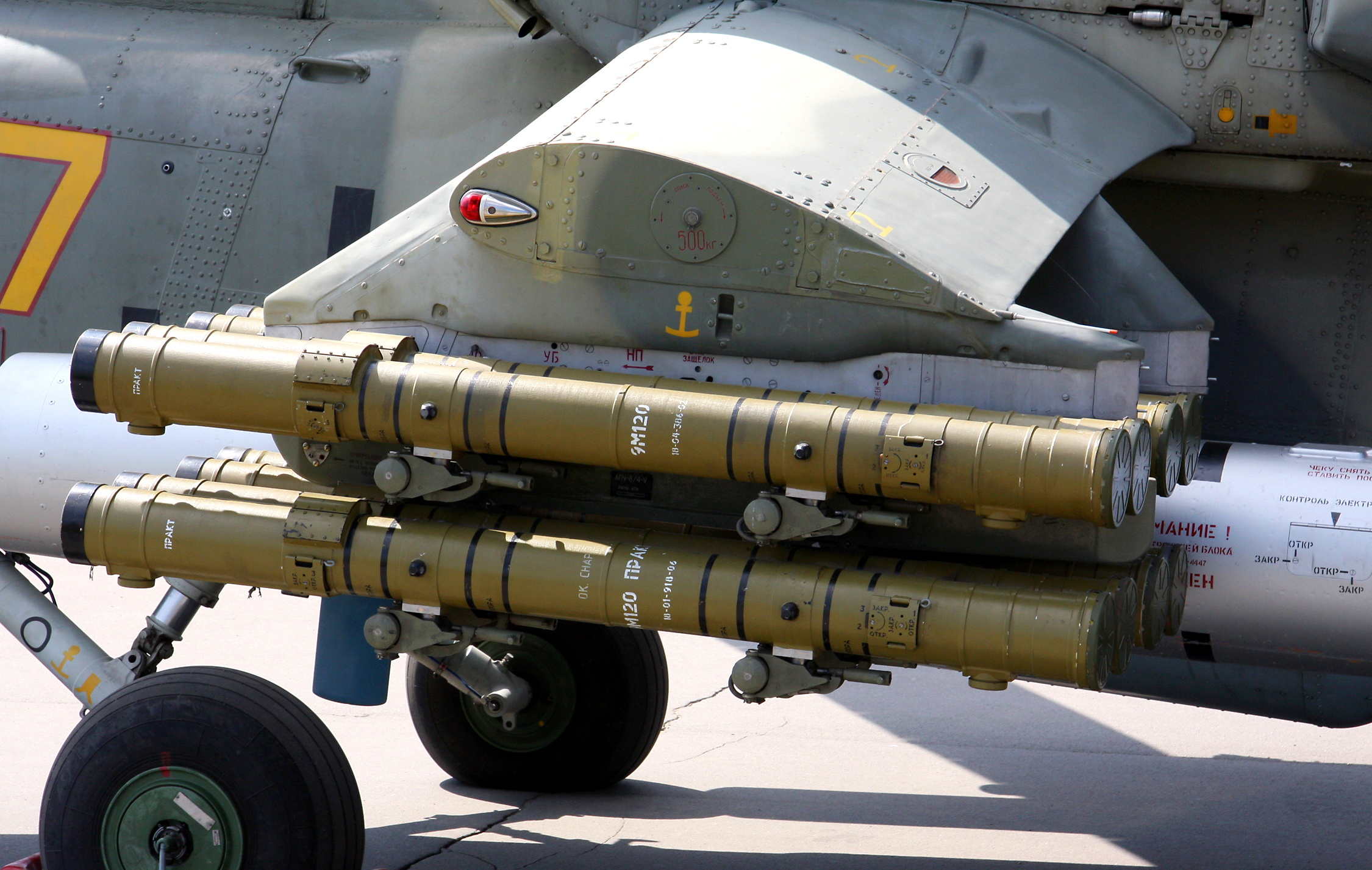
ПТУР 9М120 Атака-В
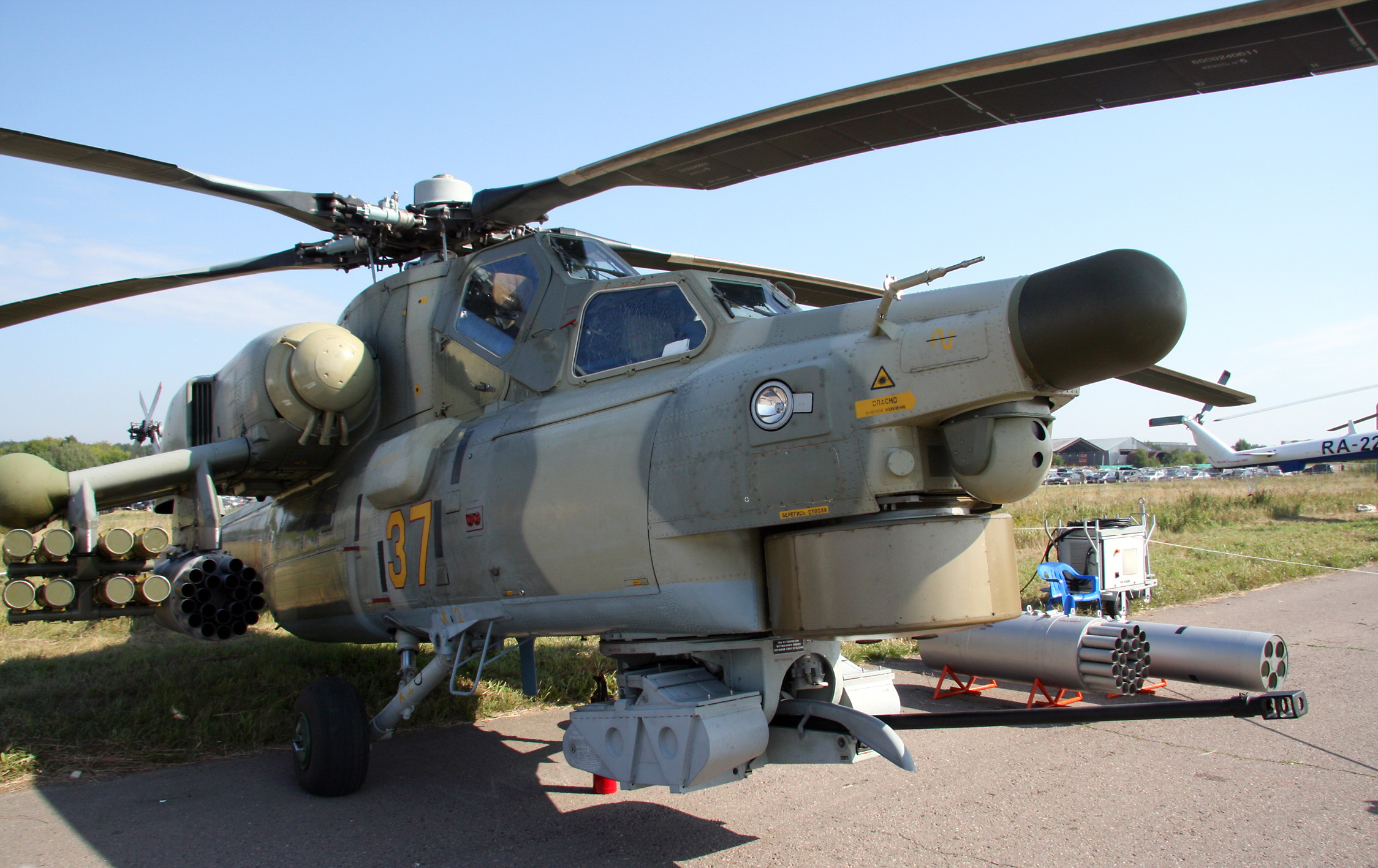
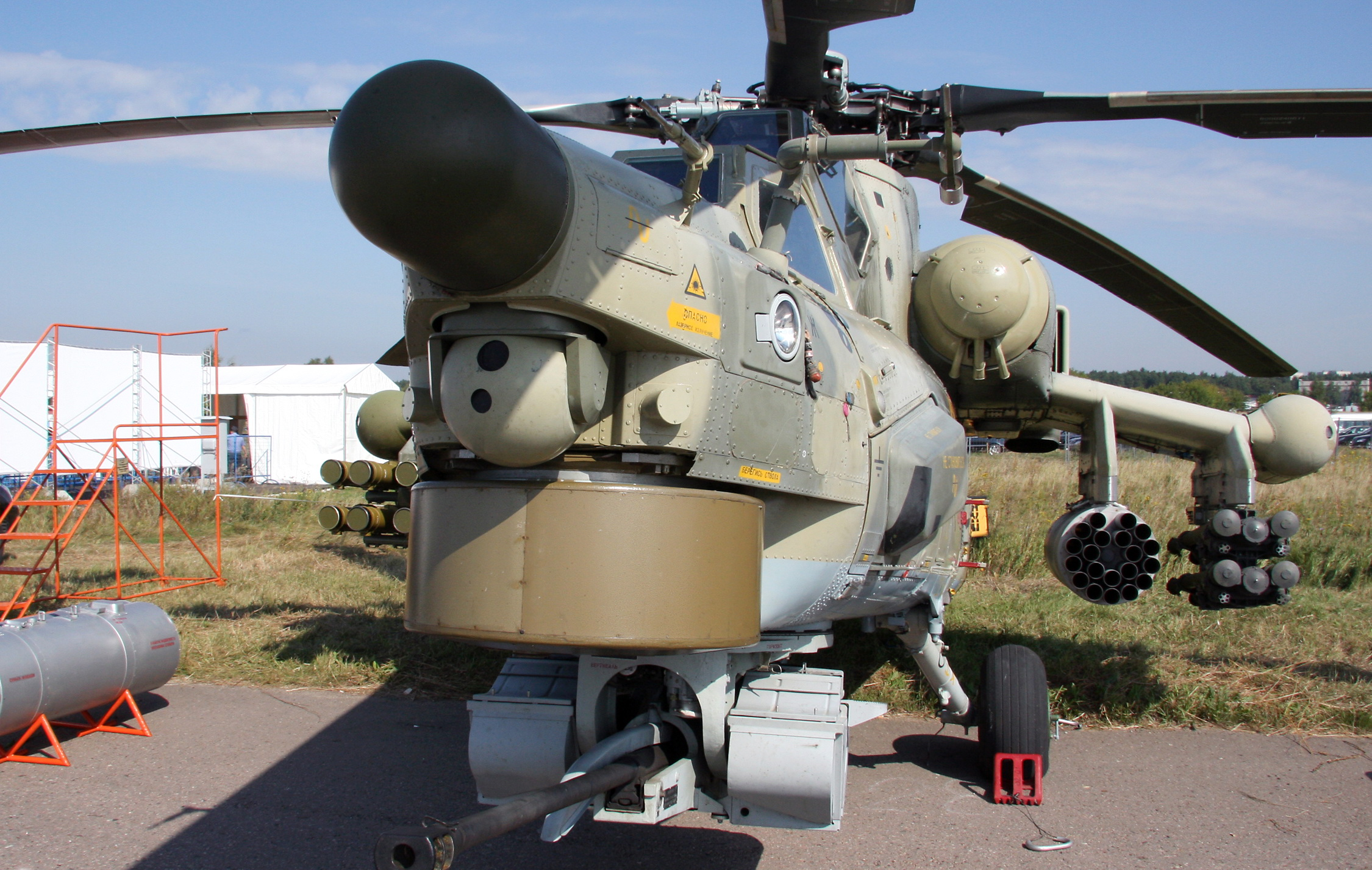
Носовая часть, включающая комплекс «Тор», ТОЭС521, коническая антенна и система управления ПТУР «штурм»/«атака»
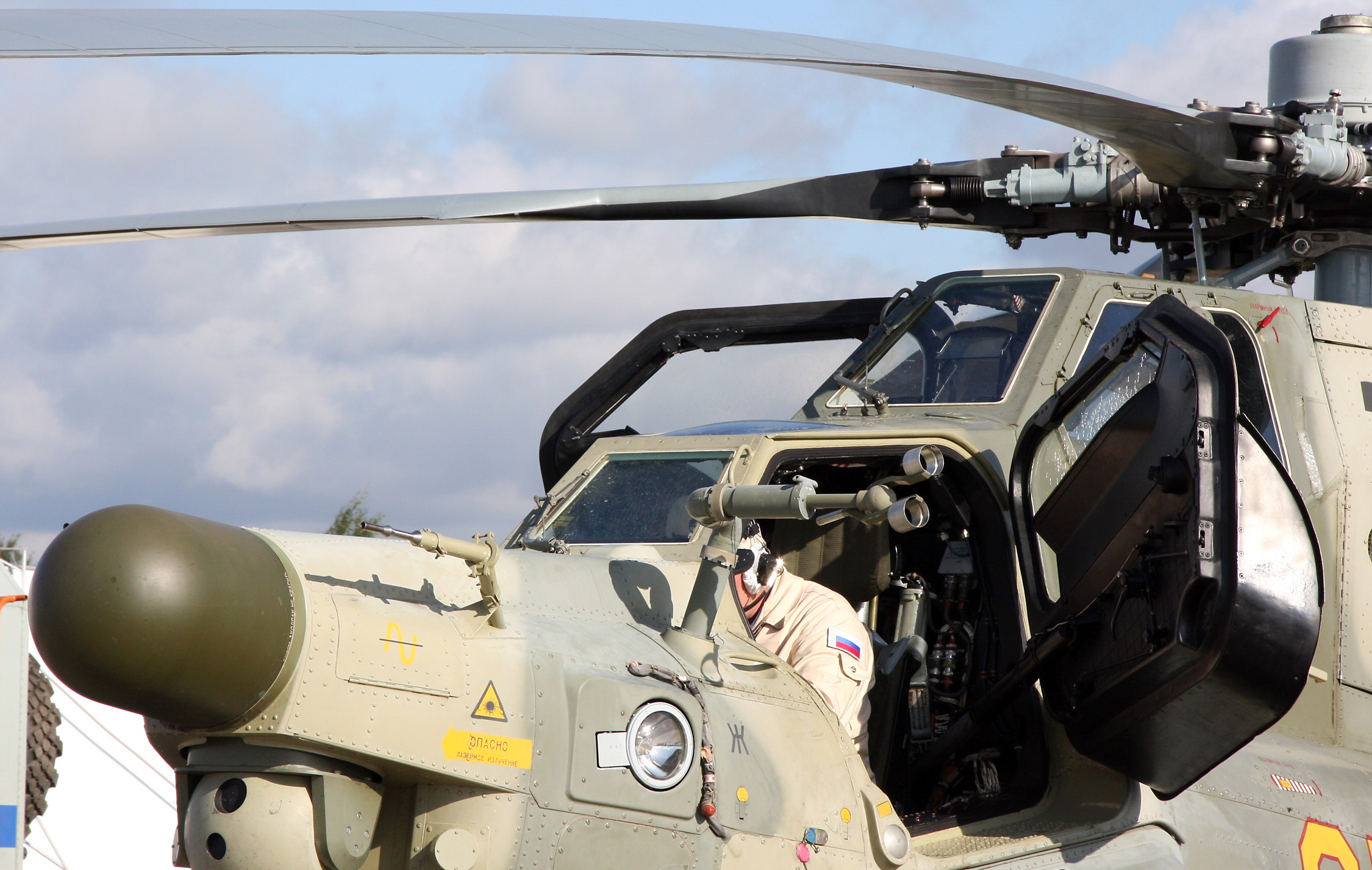
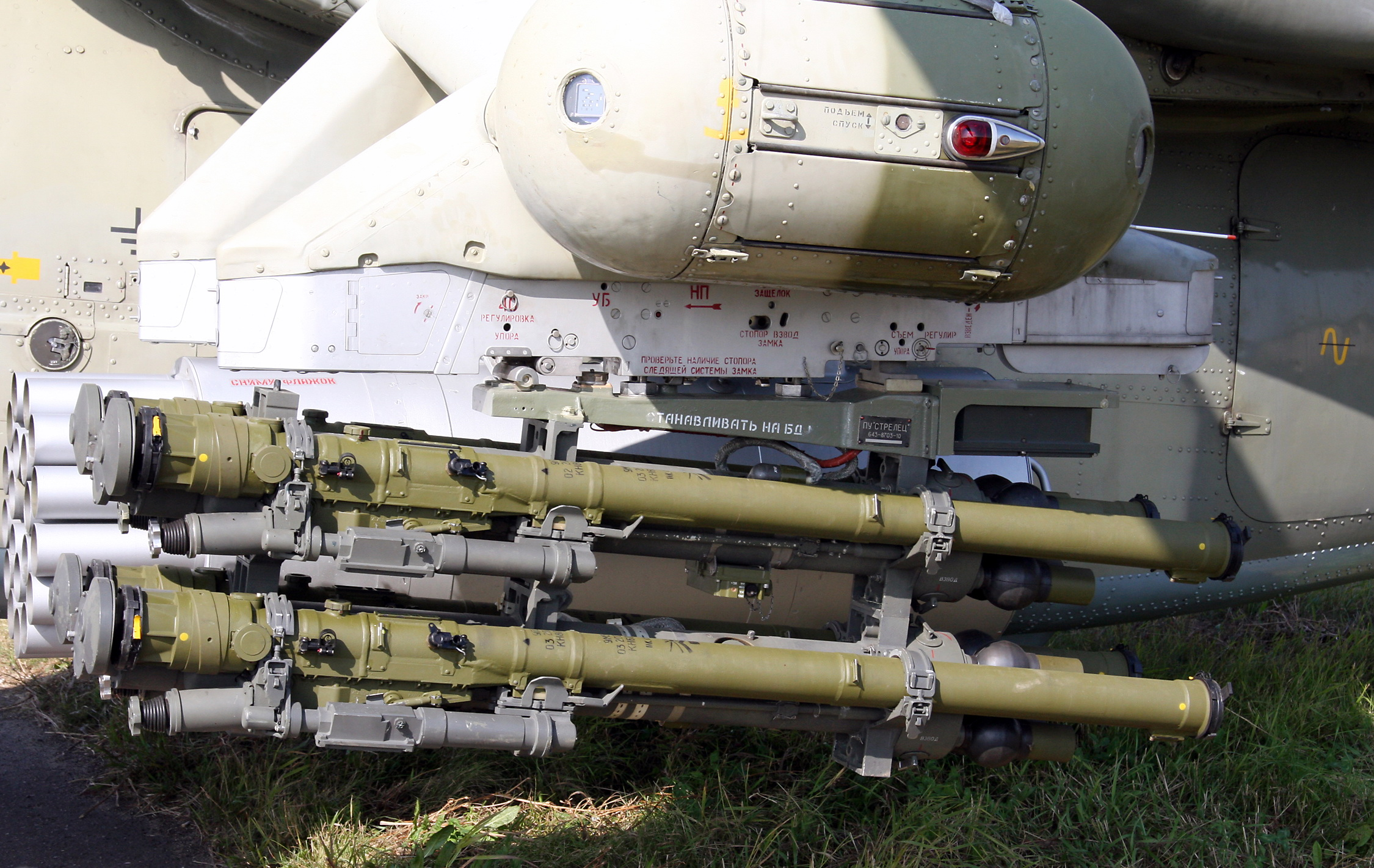